# 嘉義市行政區劃

嘉義市現行行政區劃

嘉義市行政區劃係描述與今中華民國臺灣省嘉義市相關之行政區劃沿革，故不限於1930年正式出現「嘉義市」之名稱，及現今嘉義市之行政區劃範圍。
目前嘉義市只劃分東西兩區。而嘉義市目前之範圍確立於1982年，其當時未設置市轄區，現今2市轄區係從1990年新增而來。初於市轄區下再劃分公園、東門、南門、新南、北門、八掌、西門、北興、竹圍、長榮、北鎮等11個聯合里，後調整為公園、東南門、新南、北門、八掌、北興、竹圍、長榮、北鎮等9個聯合里。
嘉義市乃1945年係由日治時期臺南州嘉義市改制而來，全市分為東門、西門、北門、南門、八獎、竹圍、北鎮、東山等8區。隔年併太保、水上等2區，改為新東、新西、新南、新北、水上、太保等6區。1950年改為4鎮2鄉併入嘉義縣，後4鎮併置縣轄市嘉義市，1982年再為省轄市嘉義市，縣市分治。

## 行政區劃沿革

### 荷治時期
今嘉義市一帶過去是諸羅山社的活動區域，在臺灣荷蘭統治時期時為臺灣地方集會北部地方會議區的第一區域，而除了諸羅山社外，該區域還包括了新港社、目加溜灣社、蕭隴社、蔴豆社、哆囉嘓社等位於今臺南市的平埔族等社。

### 明鄭時期
進入明鄭時期後，今嘉義市一帶劃歸承天府天興縣所管，後來鄭經在明永曆十八年（1664年）更改行政區劃，天興縣改為天興州。

### 清領時期
清康熙二十二年（1683年）臺灣納入大清帝國版圖，但清朝實際統治區主要是以府城為主的西南部分。而當時今嘉義市一帶為諸羅縣所轄，並建縣治於今嘉義市東區內。乾隆五十一年（1786年）林爽文事件中因軍民固守縣城之事蹟，皇帝便下詔改「諸羅」為「嘉義」，是為「嘉義」之稱的由來。
而今嘉義市的範圍，在清末時屬於嘉義西堡和柴頭港的一部分。

### 日治時期

#### 縣制時期與廳制時期 （1895–1920）
1895年的乙未戰爭後，臺灣正式改納入大日本帝國的版圖，而清末的臺南府嘉義縣則在該年6月改成「臺南縣嘉義支廳」，其廳署即為清朝的嘉義縣衙門，但兩個月後便改為「臺南民政支部嘉義出張所」管轄。隔年4月，又改回「臺南縣嘉義支廳」，而10月時支廳分為東西南北四區，各區事務統掌於嘉義街。明治三十年（1897年）嘉義支廳改為嘉義縣，設辦務署於今嘉義市，隔年3月嘉義縣四區改稱一、二、三、四區，設有區役場，6月嘉義縣被裁撤，再次隸於臺南縣。明治三十三年（1900年）四區改回東西南北的稱呼，並設置街庄長，隔年廢縣改廳，今嘉義市歸於嘉義廳，而又過了四年後（1905年），6月將四區整併為嘉義區，街庄長改為區長，之後嘉義廳又在明治四十二年（1909年）與斗六廳、鹽水廳合併，維持到大正九年（1920年）的行政區劃改革為止。

#### 州制時期 （1920–1945）
大正9年（1920年）10月1日，正式實施臺灣總督府公布《臺灣州制》（大正9年律令第3號）、《臺灣市制》（大正9年律令第5號）、《臺灣街庄制》（大正9年律令第6號），改正地方制度，規定州、市、街庄不僅是行政區劃，也是地方公共團體。將臺灣西部十個廳改制為州，東部則改設為廳。而今嘉義市範圍為當時的臺南州管轄，先後行政區劃為嘉義街及嘉義市。

##### 嘉義街 (1920－1930)
日大正九年（1920年），臺灣劃分為五州二廳四十七郡三市155街庄，今嘉義市一帶設為嘉義街，隸於臺南州。而因為此一改變，嘉義一帶曾有發起「置州運動」，但終歸失敗，不過後來在大正十四年到昭和二年（1925年－1927年）以嘉義市街內地人的商工團體為主的「促進市制實施同盟會」發起「市制運動」，要求將嘉義升格為市，而促成之後的升格。
此一時期嘉義街內分為嘉義、山子頂、埤子頭、下路頭、盧厝、紅毛埤、車店、北社尾、台斗坑、竹圍子、竹子腳、後湖、大溪厝、柴頭港、港子坪、劉厝十六個大字。而嘉義大字下又分成「東門內」、「東門外」、「西門內」、「西門外」、「南門內」、「南門外」、「北門內」、「北門外」、「大街」、「內教場」、「總爺」等十一個小字，主要是沿用清代時的地名而來。

##### 嘉義市 (州轄市)
昭和五年（1930年）1月20日嘉義街正式升格為嘉義市，與嘉義郡、臺南市同等級，之後於昭和七年（1932年）1月1日實施新町名，將原本嘉義大字下的十一個小字改成十七個町，而外圍仍有十五個大字。

### 中華民國時期

1946年~1950年嘉義市行政區劃

1950年嘉義市 (縣轄市)合併前之行政區劃

1945年中華民國在臺灣成立臺灣省行政長官公署，將日治時期的五州三廳改為八縣，十一個州轄市則改為九個省轄市與兩個縣轄市，其中嘉義市為三等省轄市，並一度計畫更名為爽文市，但並未實行。

#### 第一次省轄市時期（1945年~1950年）
戰後的嘉義市在民國三十四到三十九年（1945年－1950年）為省轄市，轄區還包含了太保區與水上區，1945年12月1日初分為東門區、西門區、北門區、南門區、八獎區、竹圍區、北鎮區、東山區等八區。1946年6月及8月，原臺南縣水上鄉、太保鄉先後編入嘉義市，並廢除鄉公所改制為區，行政區改劃為新東、新西、新南、新北、水上、太保等六區。

#### 縣轄市時期（1951年~1982年）
民國三十九年（1950年）臺灣省政府調整行政區域，全臺劃分為十六縣五省轄市一管理局，該年8月原嘉義市轄區改設新東鎮、新西鎮、新南鎮、新北鎮、水上鄉與太保鄉，隔年11月撤銷新東、新南、新西、新北四鎮建制合併成立嘉義市公所，成為嘉義縣唯一的縣轄市。民國四十二年（1953年）嘉義市調整里鄰規劃，將161個里裁併成105個，之後又有數次調整，在民國六十七年（1978年）時全嘉義市共有104里。

#### 第二次省轄市及精省後市制時期（1982年~）
民國七十一年（1982年）7月1日，在地方人士多年奔走下，嘉義市再升格為省轄市，而在七年（1989年）後因郊區成長，又增加6里，1990年10月6日，嘉義市劃分為東區、西區二區，各轄55里。之後又再整併。1998年（民國87年）臺灣省精省後，嘉義市由臺灣省政府改為中華民國中央政府（中華民國內政部）管轄，並由省轄市改制為市。在2010年2月1日後，現在的東區共39里，西區共45里，雖然只裁撤24里，但因而更改或廢除的里名卻有51個。
下表為各行政區與日治時期區名、町名、大字名對照表：
| 行政區 | 日治時期區名 | 日治時期町／大字 |
| ------ | ------------ | --- |
| 東區   | 東區         | 新高町、山下町、宮前町、東門町、朝日町、檜町、北門町、元町、南門町、堀川町、山子頂、盧厝、紅毛埤、台斗坑、後湖、下路頭   |
| 西區   | 西區         | 玉川町、榮町、西門町、新富町、黑金町、末廣町、白川町、埤子頭、北社尾、竹圍子、車店、竹子脚、大渓厝、柴頭港、港子坪、劉厝 |

## 市轄區簡介

### 東區
東區位於嘉義市東隅，轄區土地面積有29.1195平方公里，是嘉義市政府所在地。其以文化路與西區毗連，北臨嘉義縣民雄鄉、東接竹崎鄉與番路鄉、南連中埔鄉；而嘉義市區首先發展的諸羅城、乃至以山光水色著名的蘭潭風景區亦皆位在東區境內。

### 西區
西區位於嘉義市西隅。轄區土地面積有30.9061平方公里，為嘉義市議會的所在地。行政區域略以文化路、國華街以西為範圍，北臨民雄鄉、西毗太保市、南連水上鄉、東南與中埔鄉為界，地勢平坦，具有都市及鄉村兩種型態特色。

## 列表
嘉義市共轄2區，以下資料時間為2024年底。
| 區名   | 區域 代碼 | 面積 （km²） | 下轄 里數 | 下轄 鄰數 | 人口數  | 人口 消長 | 人口密度 （人/km²） | 地圖 |
| ------ | --------- | ------------ | --------- | --------- | ------- | --------- | ------------------- | ---- |
| 東區   | 10020010  | 30.1556      | 39        | 654       | 117,300 | -693      | 3,890               |      |
| 西區   | 10020020  | 29.8700      | 45        | 765       | 144,877 | -714      | 4,850               |      |
| 嘉義市 | 10020     | 60.0256      | 84        | 1,419     | 262,177 | -1,407    | 4,368               |      |

- 人口消長計算方式為2024年底人口減去2023年底人口，負值以紅字表示，正值以藍字表示，沒有增長以綠字表示
- 各區人口密度以4捨5入至小數點前1位計之

## 聯合里

嘉義市聯合里劃分圖

聯合里為嘉義市政府施行的輔助行政劃分，設置於市轄區之下。每一市轄區依據實際發展情形配合當地各里特色，劃定4到5個次分區，將具有鄰近特性，且若干文化、歷史特質的里集結起來，俾以有效利用里鄰資源並凝聚居民的向心力，相互合作以發揮區里自治精神，共同推展市政建設。目前嘉義市共有2個市轄區及9個聯合里。